# Horst Rößler
Horst Rößler (* 5. September 1925 in Oelsnitz/Erzgeb.; † 25. Oktober 2012 in Stollberg/Erzgeb.) war ein deutscher Lehrer, Kulturpolitiker, Heimatforscher und Natur- und Heimatfreund.

## Leben
Rößler war der Sohn eines Eisenbahners. Er absolvierte die Oberschule in Stollberg, wo Walter Schurig einer seiner Lehrer war. Danach wurde er zum Reichsarbeitsdienst und zur Wehrmacht eingezogen und musste er am Zweiten Weltkrieg teilnehmen. Nach der Rückkehr aus der Kriegsgefangenschaft war er kurzzeitig Landarbeiter und danach Chemiewerker im Spinnstoffwerk Glauchau, bevor er 1945 als Neulehrer in Oelsnitz in den Schuldienst eintrat. Später wurde Rößler als Fachlehrer für Geschichte und Geographie und leitete ab dem Jahre 1958 die Kreisvolkshochschule in Stollberg.
1946 trat er in die SED ein und leistete laut einer Würdigung anlässlich seines 50. Geburtstags „auf kulturpolitischem Gebiet eine umfassende und vielseitige ehrenamtliche Tätigkeit“. Seit dieser Zeit war er als Heimatforscher und Autor im Raum rund um Stollberg/Erzgeb. aktiv. Er war u. a. etwa 30 Jahre Redakteur des Heimatfreundes für das Erzgebirge und betreute den Band 35 der Reihe Werte unserer Heimat. Ferner war er Mitglied der Bezirkskommission Natur und Heimat des Kulturbundes der DDR und Mitglied des Zentralen Fachausschusses Heimatgeschichte/Ortschronik. Seine wissenschaftlichen Arbeiten befassten sich fast in der Regel „mit den antifeudalen Volkskämpfen und der Geschichte der Arbeiterbewegung“.
Überregional bekannt wurde er 1954 durch die gemeinsam mit Ernst Engelberg und Eberhard Wächtler erfolgte Herausgabe der Schrift Zur Geschichte der sächsischen Arbeiterbewegung.

## Schriften (Auswahl)
- Zwischen Sachsenring und Muldental: Hohenstein-Ernstthal, Oelsnitz, Stollberg, Lichtenstein, Hartenstein, Thalheim. (= Unser kleines Wanderheft, H. 96), 1961.
- Wir sind die stärkste der Parteien: Geschichte der Arbeiterbewegung des Kreises Stollberg (Erzgeb.). Stollberg: Kreisleitung Stollberg der SED, Kommission zur Erforschung der Geschichte der Örtlichen Arbeiterbewegung, 1963. (mit Helmut Scheibner)
- Brüder, in eins nun die Hände! Der Kampf für eine antifaschistisch-demokratische Ordnung und um die Einheit der Arbeiterklasse im Kreis Stollberg (1945–1946). Stollberg: Kreisleitung Stollberg der SED, Kommission zur Erforschung der Geschichte der Örtlichen Arbeiterbewegung, 1977. (mit Helmut Scheibner)
- Zwischen Mülsengrund, Stollberg und Zwönitztal. (= Werte unserer Heimat Bd. 35) Berlin: Akademie-Verlag, 1981.
- Geschichte und Sagen Landkreis Stollberg, Erzgebirge: ein Heimatbuch. Stollberg: Landratsamt Stollberg, Bd. 1, 1992; Bd. 2, 1993.
- Stollberg: Die große Kreisstadt im Bundesland Sachsen. Das Tor zum Erzgebirge. Stollberg: Stadtverwaltung, 2011.

## Auszeichnungen
- 1962: Johannes-R.-Becher-Medaille (in Silber, später auch in Gold)
- 1967: Kunstpreis des Rates des Bezirkes Karl-Marx-Stadt
- Ehrennadel der Gesellschaft für Deutsch-Sowjetische Freundschaft in Silber
- Ehrennadel für heimatkundliche Leistungen in Gold
- Aktivist der sozialistischen Arbeit